# Depressió (geologia)

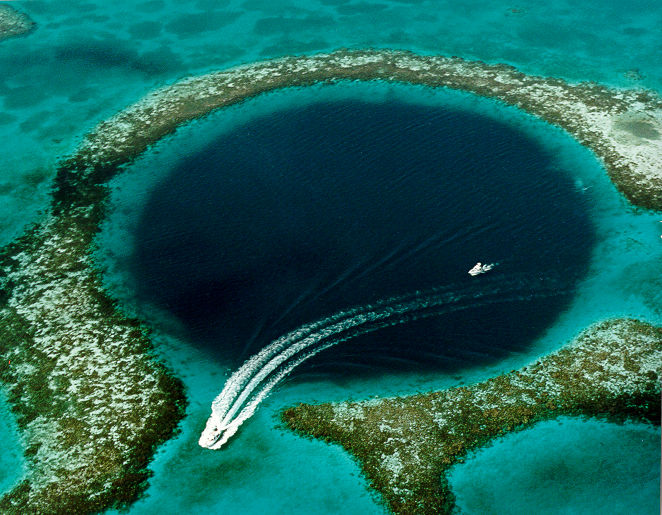
Depressió (geologia)

Una depressió és en geomorfologia una porció de terreny situada a un nivell inferior que la superfície veïna. Les depressions poden ser conseqüència d'un enfonsament de terra que fa que la zona, o bé se situï sota el nivell del mar, com per exemple la mar Morta (-395 m) o la mar Càspia (-28 m), o bé quedi dominada pels territoris veïns. Aquest últim cas el constitueixen sovint les fondalades en què la permeabilitat de la roca i el clima han permès la formació de llacs permanents, com la depressió del Tarim a la Xina, o la Gran Conca a la zona oest dels Estats Units. També, a Mèxic hi ha depressions que estan cobertes d'aigua, com és el cas del llac de Chapala o el llac de Pátzcuaro.

## Mecanismes de formació
Les depressions es poden formar per diversos mecanismes.
Relacionades amb l'estructura o la tectònica:
- Conca estructural: una depressió circular similar a la sinclinal; una regió d'enfonsament tectònic (per exemple associat a una zona de subducció i un arc insular);
- Graben com la Gran Vall del Rift: creades pel rift en una regió sota forces tectòniques.
- Conca separada (pull a part basin en anglès) causada per desplaçament en una falla de lliscament (Strike slip fault) o falla transformant (transform fault en anglès) (exemple: la zona de la mar Morta).
- Fossa marina: una depressió marina fonda. Poden ser provocades per la subducció de l'escorça oceànica o per l'escorça continental.

Relacionades amb la sedimentació:
- Conca sedimentària: en sedimentologia,una zona, prou gruixuda, omplerta de sediments[1] en la qual el pes dels sediments forma una depressió.

Relacionades amb la glaciació:
- Una conca formada per glaciació – deprimida pel pes de la capa de gel que resulta de l'ajustament postglacial després de la fusió del gel[2]
- Kettle: una massa poc profunda de sediments formada per la fusió del gel en una morrena terminal.[3]

Relacionades amb el vulcanisme:
- Caldera: una depressió volcànica produïda pel col·lapse d'una erupció.[4]
- Cràter pou (Pit crater): una depressió menor que la caldera.
- Maar: una depressió resultant d'una explosió o erupció volcànica particulars.

Relacionades amb l'erosió:
- Vall glaciar : depressió modelada per l'erosió per una glacera.
- Vall de riu: depressió modelada per l'erosió fluvial.
- Zona de subsidència causada pelcol·lapse d'una estructura que està a sota com un forat en terreny càrstic.
- Depressió de deflació (Blowout en anglès): depressió creada per l'erosió del vent típicament en zones de dunes al desert on en terrenys amb loess.[1]
- Playa (sink en anglès): és una depressió endorreica que generalment conté aigua persistent o estacional.

Relacionades amb un impacte:
- Cràter d'impacte: una depressió causada pel cràter d'un meteorit.